# Eutropis nagarjuni
Eutropis nagarjuni är en ödleart som beskrevs av  Sharma 1969. Eutropis nagarjuni ingår i släktet Eutropis och familjen skinkar. Inga underarter finns listade i Catalogue of Life.